# Hanne Hukkelberg
Hanne Hukkelberg (ur. w kwietniu 1979 w Kongsbergu) – norweska przedstawicielka piosenki autorskiej.

## Życiorys
Gdy miała 3 lata zaczęła grać na instrumentach i śpiewać. W młodości (szkoła średnia), była członkiem zespołu Funeral. Posiada dyplom z Norweskiej Akademii Muzycznej w Oslo.
W 2004 ukazał się jej debiutancki album Little Things, który został wydany w Norwegii. We wrześniu 2006 wydała drugi album Rykestraße w Berlinie 68, który został nagrodzony norweskim Grammy.
Jej utwór Lucy ukazał się na ścieżce dźwiękowej do filmu Opowieści z Narnii: Książę Kaspian (The Chronicles of Narnia: Prince Caspian, 2008). Trzeci album Blood from a Stone został wydany w 2009.

## Dyskografia
| Cast Anchor (EP)            | - Data: 2003 - Wydawca: Propeller Recordings            | —  |
| Little Things               | - Data: 2004 - Wydawca: Propeller Recordings            | —  |
| Rykestrasse 68              | - Data: 4 września 2006 - Wydawca: Propeller Recordings | 27 |
| Blood from a Stone          | - Data: 12 maja 2009 - Wydawca: Propeller Recordings    | 22 |
| Featherbrain                | - Data: 17 lutego 2012 - Wydawca: Propeller Recordings  | 30 |
| "—" album nie był notowany. |                                                         |    |

## Nagrody i wyróżnienia
| Rok  | Kategoria        | Tytułem            | Nagroda          | Nota      | Źródło |
| ---- | ---------------- | ------------------ | ---------------- | --------- | ------ |
| 2006 | Åpen klasse      | Rykestrasse 68     | Spellemannprisen | Laur      | [ 9 ]  |
| 2009 | Kvinnelig artist | Blood from a Stone | Spellemannprisen | Nominacja | [ 9 ]  |